# Place Guichard - Bourse du Travail (metrostation)
Place Guichard - Bourse du Travail is een metrostation aan lijn B van de metro van Lyon, in het 3e arrondissement van de Franse stad Lyon. Het station is geopend op 14 september 1981, als lijn B uit wordt gebreid van station Gare Part-Dieu tot Jean Macé. Het bestaat uit twee zijperrons langs de sporen en ligt direct onder het straatniveau. Door glazen wanden bij beide perrons valt er overdag natuurlijk licht naar binnen. Boven de grond bevindt zich de Bourse du Travail, een theater en concertzaal.